# Make It Bun Dem
Make it Bun Dem — сингл ямайского регги-исполнителя Дэмиана Марли и американского диджея Скриллекса. Песня является саундтреком к игре Far Cry 3. Сингл занял высокие позиции в чартах и был сертифицирован золотым по версии RIAA и FIMI.

## Песня
Песня изначально была оригинальной, без текста, в начале 2012 года. Инструментал не имел названия и исполнялся только вживую. Поклонники окрестили песню "Rudeboy Bass", так как в ней использовался сэмпл "Rudeboy bass, mash up the place!" Позже песня была перемонтирована, и был добавлен вокал из  "Welcome to Jamrock " Дэмиана Марли . В конце концов Skrillex отправил демо Дэмиану. Вместо того, чтобы выпустить песню как ремикс "Welcome to Jamrock", Дэмиан предложил записать оригинальный вокал для песни, заменив предыдущие. Эта версия песни с новым, оригинальным вокалом была впервые исполнена в ночном клубе Surrender в Лас-Вегасе 21 января 2012 года. Дэмиан опубликовал финальную версию безымянной песни, окончательно подтвержденную как "Make It Bun Dem" на своей странице SoundCloud 16 апреля 2012 года как трек только для прослушивания. Релиз был перенесен с более ранней даты на 1 мая 2012 года.

## Клип
Клип на песню был снят Тони Труардом и выложен на официальном канале Скриллекса.
В клипе показывается, как американская полиция при пособничестве маршала выселяет из домов две семьи и выносит из них вещи, не обращая внимания на слёзы и сопротивления людей. Данное мероприятие проводится с подачи дельца, желающего снести дома и построить на их месте торговый центр. В соседнем доме сидит пожилой индеец, понимая, что следующим на выселение стоит его дом. В это время приезжает его сын и начинает на заднем дворе танцевать ритуальный танец, призывая дождь, на глазах у двух соседских мальчиков. В это время из-за дождя у бизнесмена пропадает план строительства, и маршал отступает.
На следующем кадре глава дома проводит со своим сыном второй ритуал, рисуя на его лице красные полоски. Сын вновь выходит на улицу и из его груди вылетает золотой орёл, оставляя золотой след позади себя. В это время маршал пытается проникнуть в дом индейца, но его команда отказывается взламывать его и уходит. Тогда маршал заходит на задний двор, но птица, призванная младшим индейцем, налетает на него, и песня заканчивается.

## Make It Bun Dem After Hours
Make It Bun Dem After Hours — мини-альбом, содержащий помимо оригинального сингла ещё шесть ремиксов на него. Вышел 28 августа 2012 года.

### Список композиций
| №  | Название                                   | Длительность |
| -- | ------------------------------------------ | ------------ |
| 1. | «Make It Bun Dem»                          | 3:33         |
| 2. | «Make It Bun Dem» (Culprate Remix)         | 3:54         |
| 3. | «Make It Bun Dem» (Brodinski Remix)        | 4:32         |
| 4. | «Make It Bun Dem» (French Fries Remix)     | 4:34         |
| 5. | «Make It Bun Dem» (David Heartbreak Remix) | 3:30         |
| 6. | «Make It Bun Dem» (Flinch Remix)           | 3:56         |
| 7. | «Make It Bun Dem» (Alvin Risk Remix)       | 3:59         |

## Чарты и сертификации
| Чарт (2012-13)                     | Высшая позиция |
| ---------------------------------- | -------------- |
| Австралия (ARIA)                   | 27             |
| Австрия (Ö3 Austria Top 40)        | 34             |
| Бельгия/Фландрия (Ultratop 50)     | 15             |
| Франция (SNEP)                     | 87             |
| Новая Зеландия (Recorded Music NZ) | 16             |
| Словакия (Rádio — Top 100)         | 61             |
| Швеция (Sverigetopplistan)         | 48             |
| Великобритания (OCC UK Dance)      | 14             |
| Singles (Official Charts Company)  | 58             |
| Reggae Digital Songs (Billboard)   | 1              |

| Регион | Сертификация | Продажи   |
| --- | ------------ | --------- |
| Канада (Music Canada) | Золотой      | 40 000*   |
| Италия (FIMI) | Золотой      | 15 000*   |
| Великобритания (BPI) | Серебряный   | 200 000   |
| США (RIAA) | Платиновый   | 1 000 000 |
| Стриминг |              |           |
| Дания (IFPI Danmark) | Золотой      | 900 000   |
| * Данные о продажах приведены только на основе сертификации. · Данные о продажах + прослушиваниях приведены только на основе сертификации. · Данные только о прослушиваниях приведены на основе сертификации. |              |           |